# Stadio Giorgio Ascarelli
Stadion Giorgio Ascarelli was een stadion in de stad Napels in Italië. Napoli speelde zijn thuiswedstrijden in dit stadion. Tijdens de Tweede Wereldoorlog werd het stadion door bombardementen vernietigd.

## WK interlands
Het stadion was een van de stadions die werd gebruikt voor het wereldkampioenschap voetbal in 1934. Er werden toen 2 wedstrijden gespeeld. De wedstrijden waren  Hongarije-Egypte (4-2) en de wedstrijd om de 3e plek Duitsland-Oostenrijk (3-2).
| № | Datum       | Wedstrijd              | Uitslag | Competitie | Toeschouwers |
| - | ----------- | ---------------------- | ------- | ---------- | ------------ |
| 1 | 27 mei 1934 | Hongarije – Egypte     | 4 – 2   | WK 1934    | 12.000       |
| 2 | 7 juni 1934 | Duitsland – Oostenrijk | 3 – 2   | WK 1934    | 8.000        |

Stadio Renato Dall'Ara (Bologna) · Stadio Luigi Ferraris (Genua) · Stadio Comunale Giovanni Berta (Florence) · Stadio Nazionale PNF (Rome) · Stadio San Siro (Milaan) · Stadio Giorgio Ascarelli (Napels) · Stadio Mussolini (Turijn) · Stadio Giuseppe Grezar (Triëst)